# Igreja de São Pedro (Riga)

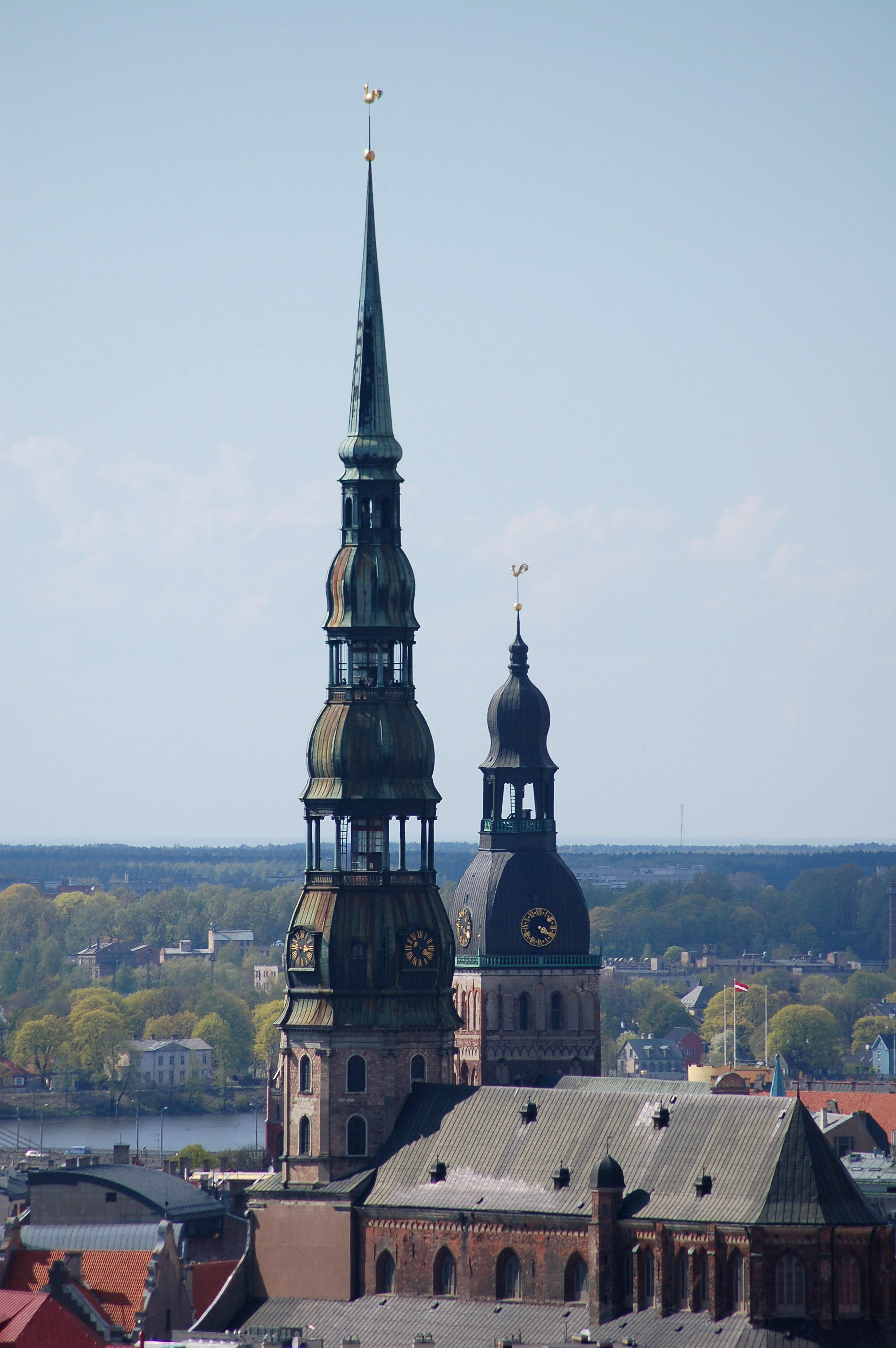
A Igreja de São Pedro

A Igreja de São Pedro é uma igreja localizada em Riga, Letónia. Foi construída em 1209 como uma igreja para o povo. Foi alargada no começo do século XV (1409) por Johann Rumeschottel de Rostock. A atual torre foi concluída em 1746. A igreja foi restaurada pela última vez em 1973. A torre foi atingida por relâmpagos seis vezes, e desmoronou em duas dessas ocasiões: em 1666 e novamente em 1721.
Antes da Segunda Guerra Mundial era o mais alto edifício de madeira na Europa. Durante a Segunda Guerra Mundial o telhado e a torre foram danificados em um incêndio.
Engenheiros soviéticos restauraram a igreja na década de 1970, e instalaram um elevador que permite que as pessoas olharem a cidade de Riga de uma altura de cerca de 70 metros.